# Edward Lloyd
Edward Lloyd, född 22 juli 1779 i Talbot County, Maryland, död 2 juni 1834 i Annapolis, var en amerikansk politiker. Han representerade delstaten Maryland i båda kamrarna av USA:s kongress, först i representanthuset 1806-1809 och sedan i senaten 1819-1826. Han var guvernör i Maryland 1809-1811.
Lloyd kom från en framstående släkt som hade bott i Talbot County sedan 1600-talet. År 1797 gifte han sig med Sally Scott Murray. Paret fick tre söner och fyra döttrar. Han gick med i demokrat-republikanerna.
Kongressledamoten Joseph Hopper Nicholson avgick 1806 och efterträddes av Lloyd. Han efterträddes 1809 i representanthuset av John Brown.
Lloyd efterträdde 1809 Robert Wright som guvernör i Maryland. Han efterträddes 1811 av Robert Bowie.
Lloyd efterträdde 1819 Robert Henry Goldsborough i USA:s senat. Han omvaldes 1825. Han hörde till Andrew Jacksons anhängare. Lloyd avgick 1826 som senator och efterträddes av Ezekiel F. Chambers.
Lloyd var en känd slaveriförespråkare. Abolitionisten Frederick Douglass, som växte upp som slav på en av Lloyds plantager, skrev om hur dåligt slavdrivare där behandlade slavarna i självbiografin The Narrative of the Life of Frederick Douglass (1845).